# Heligmomerus caffer
Espèce
Heligmomerus caffer est une espèce d'araignées mygalomorphes de la famille des Idiopidae.

## Distribution
Cette espèce est endémique du Limpopo en Afrique du Sud,.

## Publication originale
- Purcell, 1903 :  On the scorpions, Solifugeae and a trap-door spider collected by the Rev. Henry A. Junod at Shilauvane, near Leydsdorp, in the Transvaal. Novitates Zoologicae, vol. 10, p. 303-306 (texte intégral).